# Sharktopus
Sharktopus è un film per la TV del 2010 prodotto da Roger Corman, diretto da Declan O'Brien e con la partecipazione di Eric Roberts. Si tratta del primo film della saga Sharktopus.

## Trama
Il genetista Nathan Sands e sua figlia Nicole sono assunti dalla U.S. NAVY per creare una nuova devastante arma; uno squalo altamente intelligente che possiede i tentacoli di una piovra, il cui controllo si effettua tramite un dispositivo ad impulsi elettromagnetici collegato alla sua testa. Durante uno dei collaudi la creatura si libera e raggiunge le calde acque messicane in cerca di cibo, a quel punto Sands e la figlia si spostano in Messico per cacciare il mostro e fanno la conoscenza dei noti pescatori Andy Flynn e Santos che offrono aiuto nelle ricerche. Mentre Sharktopus semina il panico uccidendo numerosi turisti il pescatore Pez invia una foto ad una vicina stazione televisiva in modo che il direttore Stacy Everheart e il cameraman Bones si uniscano alla spedizione. Successivamente quando Andy e un gruppo di sommozzatori esplorano una grotta il mostro elimina la squadra risparmiando solo Andy, che assiste imperterrito alla morte di Pez e Santos. Un Andy furioso per la tragica scomparsa dei colleghi contatta Sands e comunica di voler uccidere S-11 ad ogni costo senza rispettare gli ordini impartiti dal genetista. Sands cattura poi Andy venendo prima rimproverato da Nicole e poco dopo divorato da S-11 insieme a Stacy e Bones. Nicole elabora un piano che consiste nel sabotare il dispositivo collegato a S-11 per creare un sovraccarico e farlo esplodere. La soluzione va a buon fine e finalmente Nicole ed Andy possono tornare a vivere serenamente.

## Critica
Rotten tomatoes ha classificato Sharktopus con una valutazione del 57 %.

## Sequel
Mentre nel 2012 un film simile dal titolo Piranhaconda è stato prodotto il 2 agosto 2014 è stato girato un sequel ufficiale chiamato Sharktopus vs. Pteracuda. Il 19 Luglio 2015 è stato annunciato il secondo sequel intitolato Sharktopus vs. Whalewolf.